# Moadon Sport Ashdod 2015-2016
Questa voce raccoglie le informazioni riguardanti il Moadon Sport Ashdod nelle competizioni ufficiali della stagione 2015-2016. 

## Rosa
| N. |                    | Ruolo | Calciatore    |
| -- | ------------------ | ----- | ------------- |
| 1  | Israele (bandiera) | P     | Roi Mishpati  |
| 3  | Israele (bandiera) | D     | Idan Mikdash  |
| 4  | Israele (bandiera) | D     | Nir Bardea    |
| 5  | Israele (bandiera) | C     | Kobi Dajani   |
| 6  | Nigeria (bandiera) | D     | Ali Abubakar  |
| 8  | Israele (bandiera) | C     | Gadi Kinda    |
| 9  | Israele (bandiera) | C     | Michael Ohana |
| 10 | Israele (bandiera) | A     | Niv Zrihan    |
| 12 | Israele (bandiera) | C     | Izhak Asepa   |
| 14 | Israele (bandiera) | C     | Dean David    |
| 15 | Israele (bandiera) | D     | Tom Ben Zaken |
| 16 | Israele (bandiera) | D     | Adir Tubul    |
| 17 | Israele (bandiera) | C     | Tom Mond      |

| N. |                    | Ruolo | Calciatore        |
| -- | ------------------ | ----- | ----------------- |
| 18 | Israele (bandiera) | A     | Bentzi Moshel     |
| 19 | Israele (bandiera) | A     | Roei Dayan        |
| 20 | Israele (bandiera) | D     | Michael Sirostein |
| 21 | Togo (bandiera)    | A     | Didier Kougbenya  |
| 22 | Israele (bandiera) | P     | Yoav Jarafi       |
| 23 | Israele (bandiera) | C     | Ben Alfassi       |
| 26 | Israele (bandiera) | C     | Nisim Eliyahu     |
| 77 | Israele (bandiera) | A     | Timor Avitan      |
| 92 | Francia (bandiera) | A     | Rémi Biancardini  |
| 99 | Israele (bandiera) | C     | Or Inbroom        |
|    | Israele (bandiera) | D     | Amir Ben Shimon   |
|    | Israele (bandiera) | C     | Roei Beckel       |
|    | Israele (bandiera) | A     | Mohammed Awad     |